# Teatro Broadway (Buenos Aires)
El Teatro Broadway (originalmente Cine-Teatro Broadway) es uno de los teatros emblemáticos de la Avenida Corrientes, en Buenos Aires. Es un edificio representativo de la corriente porteña del art decó, y fue restaurado en 1999 para alojar en sus pisos superiores al Hotel Broadway Buenos Aires.
El Cine-Teatro Broadway fue proyectado por el arquitecto húngaro Jorge Kálnay en 1929 para Augusto Álvarez, empresario cinematográfico de origen español. Kálnay fue reconocido durante sus primeros años, en los cuales trabajaba en sociedad con su hermano Andrés, por sus edificios con influencia de la arquitectura de su país de origen, luego transitó por el art decó y terminó dentro de la corriente racionalista.
Construido en terrenos de la familia Gourdy por la empresa alemana Wayss y Freytag, fue inaugurado el 11 de octubre de 1930 por la empresa propietaria, A. Álvarez & Cía. (de la que los Gourdy fueron socios solo en la parte proporcional de la sala), en un período del auge del cine en la Argentina, en el cual los viejos teatros tuvieron que adaptarse a los cambios para realizar tanto obras teatrales como proyecciones cinematográficas. El filme que se estrenó ese día fue La Tragedia Submarina, del sello 20th. Century Fox. El Broadway nació como cine-teatro, pero actualmente es solamente teatro, y se especializa en obras de revista. Hasta 1939, bajo la dirección de Álvarez, el Broadway fue sala de estreno de los principales sellos norteamericanos, entre ellos la MGM (Metro Goldwin Mayer), 20th. Century Fox, Paramount y Columbia y hasta 1935 de películas de producción nacional. Entre enero y febrero de ese año, el "Broadway" pasó al consorcio Lautaret-Cavallo-Cordero, propietarios de un importante circuito que incluía al cercano "Gran Rex". La nueva compañía se lo adquirió a Augusto Álvarez junto al renovado "Select Lavalle", por entonces denominado "Mogador".
El techo de la sala única original era de forma paraboloide, ayudando a brindar una excelente acústica, sin ecos ni reverberaciones, y ayudando a una mejor aireación del espacio. Tenía un voladizo de 12 metros sobre la platea, innovador aire acondicionado central, y capacidad para 2265 personas. 
El 11 de septiembre de 1931, Carlos Gardel cantó en este teatro. En la temporada de 1942, la sala se dedicó exclusivamente a filmaciones argentinas. El sistema de sonido fue modernizado en 1954, al tiempo que se inauguraba el nuevo sistema Cinemascope con la película El manto sagrado. Como muchos cines, la sala única fue subdividida en dos.
Los ocho pisos superiores estaban originalmente destinados a viviendas de renta y a una pequeña confitería, y se utilizaron vigas Vierendel con 18 metros de luz para sostener el techo del espacio teatral, que no posee columnas.
En 1999, el empresario del espectáculo Alejandro Romay se hizo cargo del Teatro Broadway, realizando un trabajo de modernización general. Los pisos superiores fueron transformados en un emprendimiento hotelero llamado "Broadway Hotel & Suites". 
El 2 de mayo de ese mismo año, se homenajeó a Narciso Ibáñez Menta dando su nombre a la Sala 1; la Sala 2 se llamó Raúl Rossi. Inexplicablemente, hacia 2004 se quitaron los nombres y los retratos de ambos actores, lo que causó gran conmoción a sus seguidores. El 15 de mayo de 2005 -en el primer aniversario del fallecimiento de Ibáñez Menta- se organizó una protesta en la entrada del teatro, pero nada conmovió a sus nuevos dueños y no volvieron a dar los merecidos nombres a sus salas.
En abril de 2010, Moria Casán fue homenajeada cuando se le impuso su nombre a una de las salas del Teatro Broadway.